# Sericinus
Sericinus (Westwood, 1851) là một chi bướm trong phân họ Parnassiinae.

## Hình ảnh

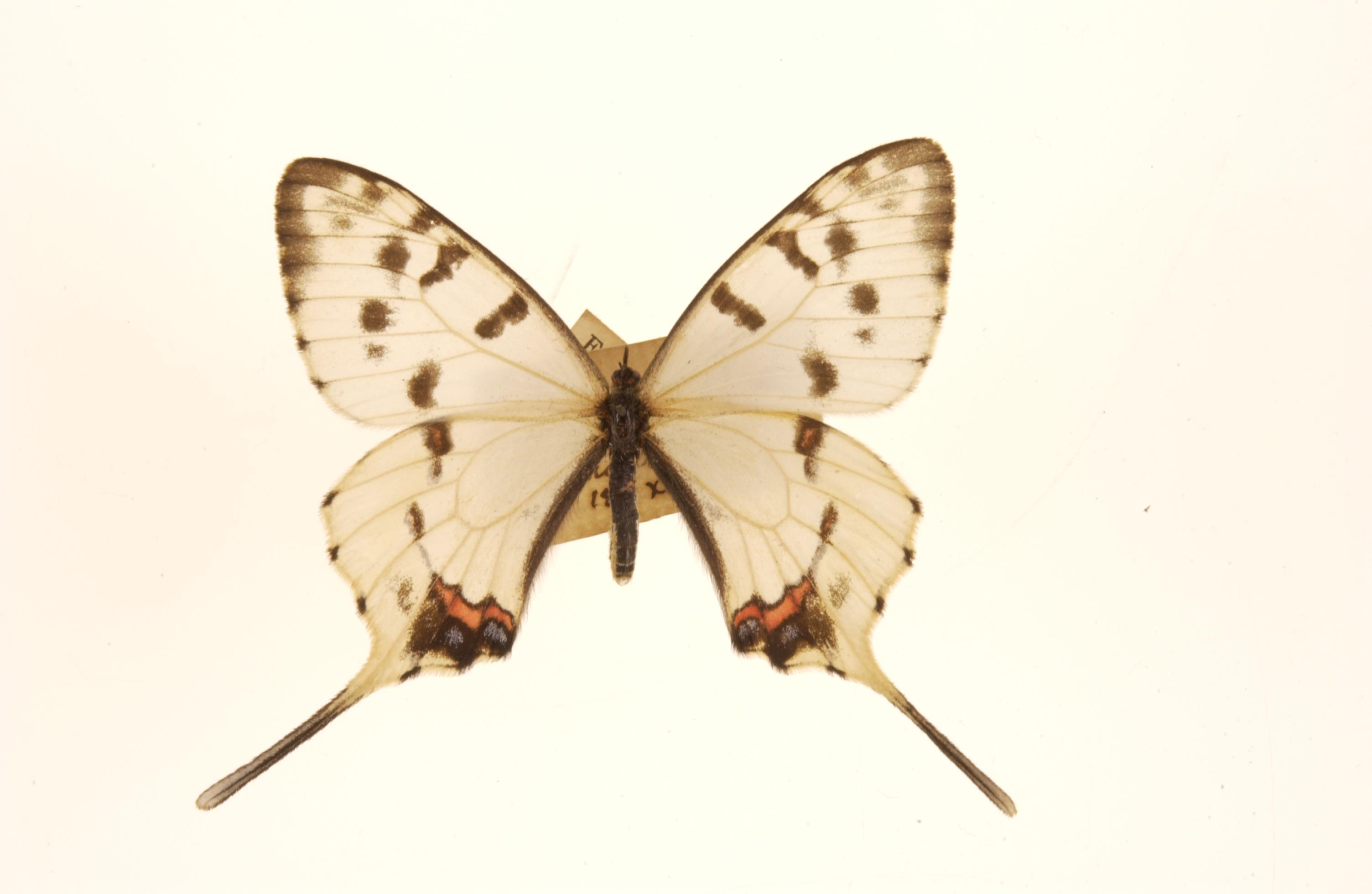
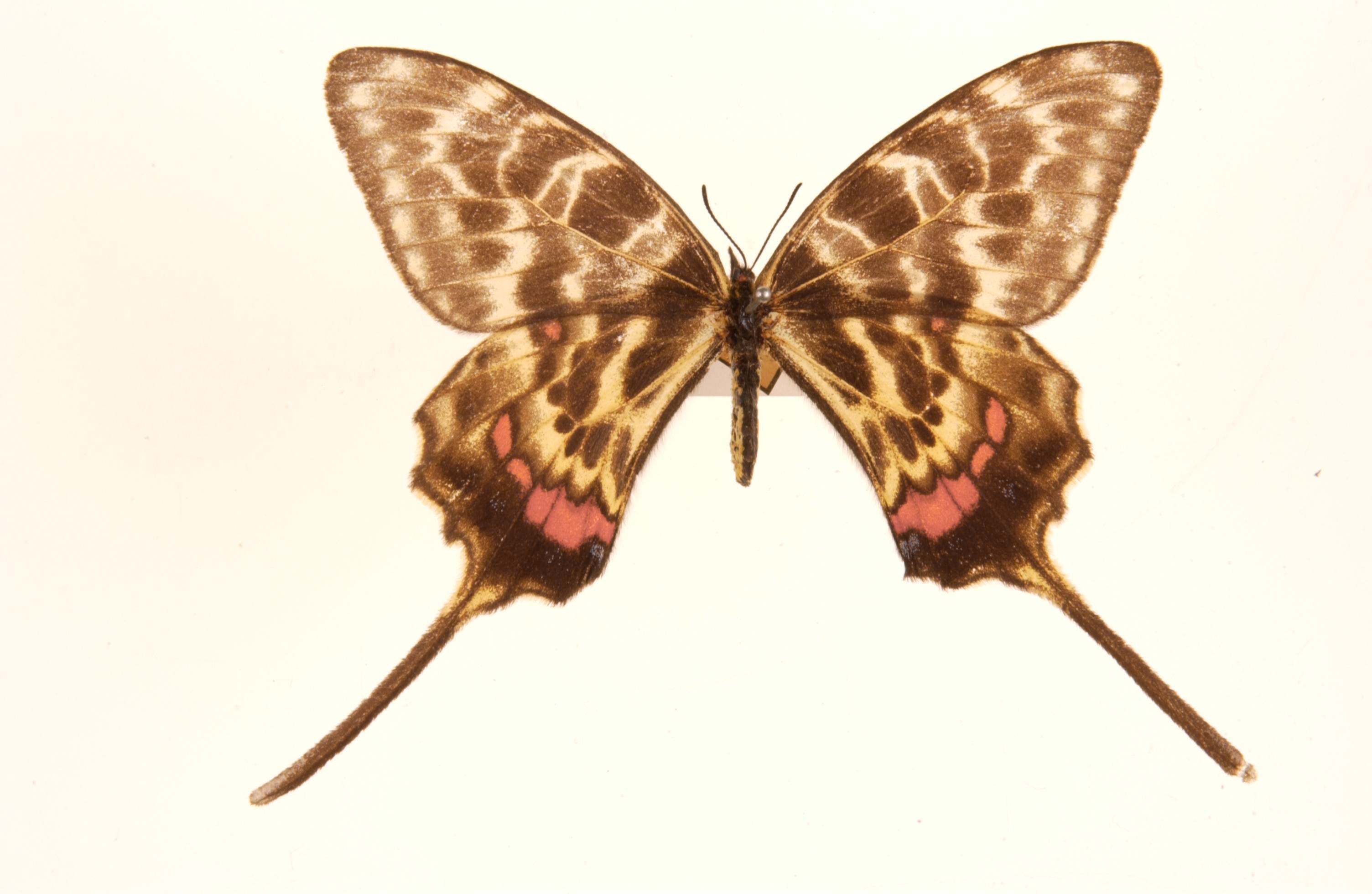